# آرتمن
آرتمن نام فرزند داریوش بزرگ و برادر بزرگ خشایارشا است.